# 동서대학교
동서대학교(東西大學校, Dongseo University)는 1992년 3월에 개교한 4년제 사립 대학으로, 캠퍼스는 부산광역시 사상구와 해운대구에 위치한다.

## 연혁
- 1991년 11월 15일 : 동서공과대학 설립
- 1992년 3월 20일 : 개교
- 1993년 3월 1일 : 동서공과대학교로 교명 변경
- 1995년 11월 23일 : 중앙도서관 개관
- 1996년 3월 1일 : 동서대학교로 교명 변경
- 2018년 : 교육부 대학기본역량진단평가 결과 역량강화대학 선정 및 조건부 일반재정지원[2]

## 교육편제

### 학부
다음은 2018년 기준 동서대학교의 학부 과정 일람이다.
|  | - * 디자인학부 - Degital Media 루트 - Creative Advertising 루트 - Communication 루트 - Graphic 루트 - Product Innovation 루트 - Industrial Service 루트 - Environment1 루트 - Environment2 루트 - 패션디자인학과 |

|  | - 영화과 - 뮤지컬과 - 연기과 |

|  | - 미래ICT융합학부 - 소프트웨어융합 전공 - 메카트로닉스공학 전공 | - 경찰사법학부 - 경찰학 전공 - 교정보호 전공 |

|  | - 경영학전공 - 글로벌금융전공 - 경영정보학전공 | - 마케팅학전공 - 회계학전공 - 금융선물보험학전공 |

|  | - 영어학과 - 일본어학과 - 중국어학과 |

|  | - 국제통상학전공 - 국제물류학전공 |

|  | - 방송영상전공 - 광고PR전공 - 영상문학전공 |

|  | - 사회복지학전공 - 청소년상담심리전공 |

|  | - 관광경영학전공 - 호텔경영학전공 - 이벤트·컨벤션학전공 |

|  | - 임상병리학과 - 보건행정학과 - 간호학과 | - 방사선학과 - 치위생학과 - 작업치료학과 |

|  | - 기계설계 전공 - 전자회로설계 전공 - 제어시스템설계 전공 - 소프트웨어활용 전공 - 창의융합제품설계 전공 |

|  | - 모바일트랙 - 정보통신보안트랙 - 소프트웨어트랙 - IoT트랙 - 컴퓨터·인공지능트랙 |

|  | - 건축학전공 - 토목학전공 - 건축설계학전공 |

|  | - 에너지환경공학전공 - 신소재화학공학전공 - 식품영양학전공 - 생명화학공학전공 |

|  | - 운동처방학전공 - 레저스포츠전공 - 경호전공 |

|  | - 게임테크놀러지 트랙 - 게임아트 트랙 - 3D애니메이션 트랙 - 비주얼이펙트 트랙 |

|  | - Interntional Studies과 - 경찰행정학과 - 동아시아학과 |

### 대학원
동서대학원은 3개 대학원을 두고 있으며, 석·박사 과정을 제공하고 있다.
- 일반대학원
- 특수대학원
  - 경영대학원
  - 선교복지대학원

## 같이 보기
- 대한민국의 교육